# Греки в Турции

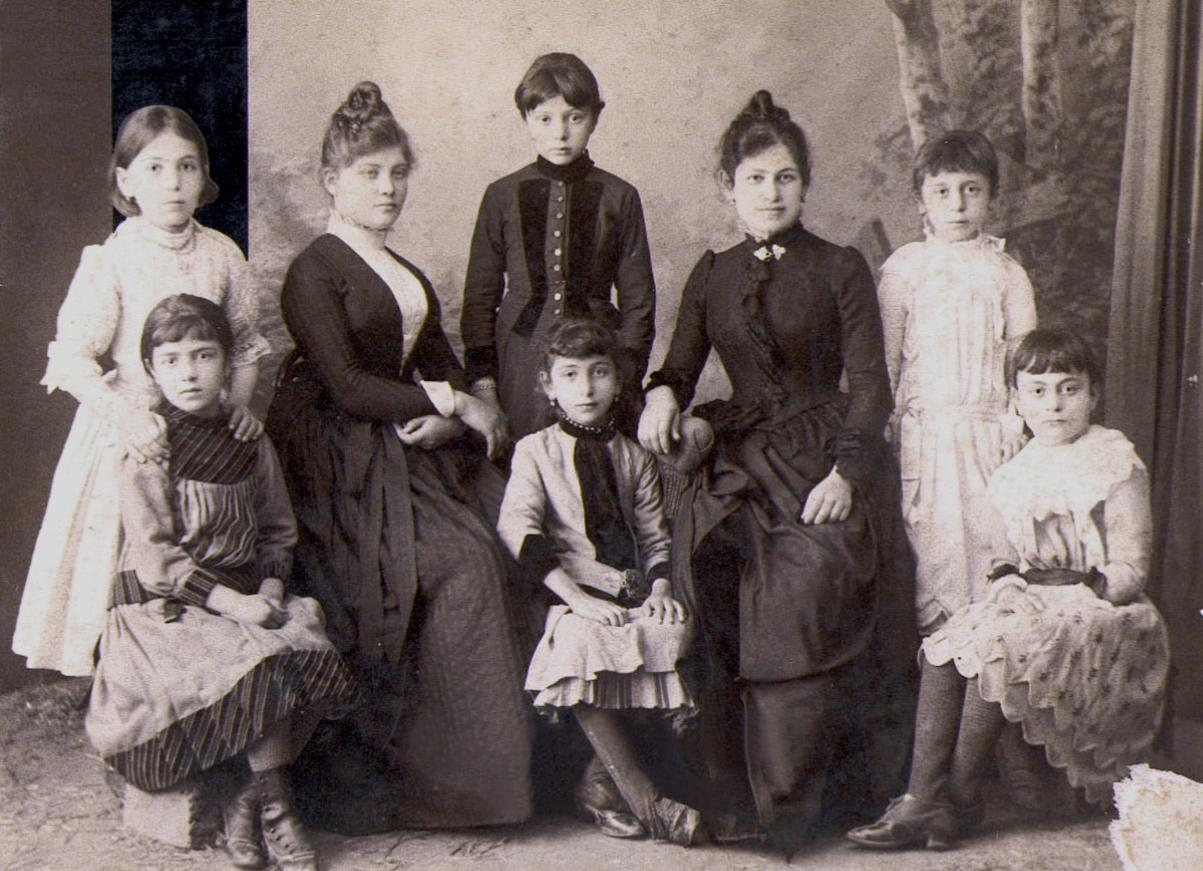
Трапезундские греки, начало XX века

Греки на территории современной Турции (греч. Έλληνες στην Τουρκία, тур. Türkiye Rumları) являются малочисленным, но исторически значимым меньшинством.
На момент становления современного турецкого государства 1920-х годах в стране проживало порядка 2,3 миллиона греков, являвшихся в основной своей массе потомками греческого и эллинизированного населения Византийской империи, экономическое и политическое ядро которой в Средние века составляли не юг Балканского полуострова, где ныне расположена Греция, а Малая Азия и Фракия, которые практически полностью контролирует современная Турция. B Стамбуле, являющимся одним из немногих мест в Турции, где греческому меньшинству было гарантировано право проживания после обмена 1924 года, по данным за 2006 проживало менее 3 000 православных греков. Количество детей в греческих школах Стамбула к 2014 году сократилось до 250 человек, многие из которых уже слабо владеют греческим языком.

## История
Греческое население Малой Азии, некогда составлявшее основную часть населения Византии, неуклонно сокращалось с начала тюркских вторжений в конце XI века. Постепенная исламизация и тюркизация охватила этот обширный регион довольно быстро. После 1189 года большинство латинских текстов из Западной Европы начинают употреблять топоним «Турция» (Turchia). Османская империя с одной стороны гарантировала грекам номинальную свободу вероисповедания, но с другой всячески поощряла их постепенную исламизацию различными экономическими и политическими методами давления. Из-за отсутствия гарантий права собственности на землю и имущество, большинство социально мобильных греков в османский период предпочитало заниматься торговлей. Греческая революция 1830 года воссоздала независимую Грецию на юге Балканского полуострова. Однако на её территории проживало менее 1 миллиона греков из порядка 5 миллионов, насчитывавшихся в пределах Османской империи. Согласно данным последней Османской переписи населения 1914 года на её уменьшающейся территории проживали 1 792 206 православных греков, составлявших 8,54 % населения империи.

### Греческое население Константинополя-Стамбула

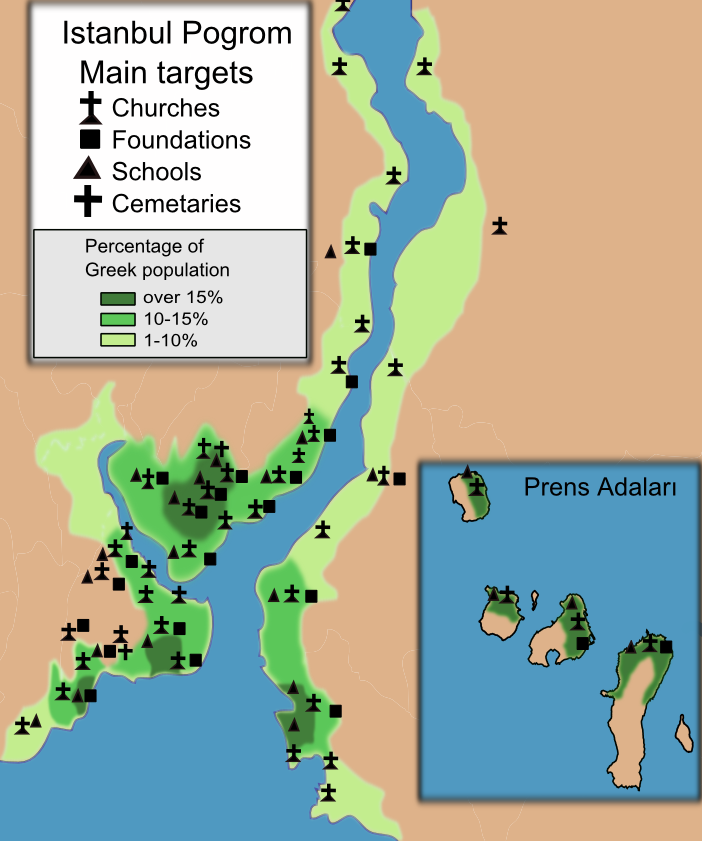
Погром греческого населения в Стамбуле и на Принцевых островах в 1955 году

После 1924 года этническим православным грекам на территории Турции фактически разрешалось проживать только в старых границах города Константинополя (включая Принцевы острова), а также на островах Имброс и Тенедос в Эгейском море. Но давление властей, введение «налога для меньшинств» и массовые погромы в 1950-х годах привели к тому что к началу XXI века число греков в Турции сократилось до рекордно низкой отметки 2 000 — 3 000 человек, в основном это грекоправославные священники и их семьи в Стамбуле, где центром греческой жизни остаётся квартал Фенер с его патриархатом (см. фанариоты). До конца 1950-х годов важным центром экономической жизни греков и других православных жителей Стамбула был также и квартал Бейоглу. В результате уже к концу XX века турецкая община в регионах Греции, выведенных за рамки обмена населением, оказалось во много раз больше греческой общины в Турции, хотя по замыслу инициаторов обмена населением эти две общины должны были уравновешивать друг друга.

#### Динамика греческого населения Стамбула
| Православные греки | 1919, перепись | 1927, перепись | 1955, оценка | 1965, оценка | 1978 г., перепись | 2006, оценка |
| Численность        | 350 000        | 119 822        | 65 108       | 49 081       | 7 000             | 3 000        |
| %                  | 31,0           | 12,5           | 5,0          | 2,5          | 0,3               | 0,1          |

### XXI век
В последние два десятилетия социальный и культурный обмен между двумя странами увеличился: число граждан Греции, посещающих Турцию с деловыми и культурными поездками, приобретающих там недвижимость и даже остающихся на постоянное место жительства резко увеличилось из-за более динамично развивающей экономики Турции. Греки составляют значительную часть населения илов Чанаккале, Измир, Мугла, Эдирне, Текирдаг, Кыркларели и Айдын, в то время, как греческое населения Стамбула сокращается — в октябре 2014 года, после 90 лет работы, прекратила свою деятельность последняя еженедельная грекоязычная газета Стамбула «Апоевматини» (Вечер). Вместе с тем и граждане Турции стали более активно посещать Грецию, где сохраняется значительная турецкая община.

## Этнография
Этнографически понятие грек в истории Турции, а до этого в Османской империи и прочих тюркских политических образованиях Малой Азии и Балкан, имело своеобразное значение и множество нюансов. Так, турки-сельджуки издавна делили греков на недружелюбных «юнанов» (обитателей Ионических островов и всех православных грекоязычных обитателей Балкан) и более покорных, легче поддающихся ассимиляции «ромеев» или «урумов», территория которых была довольно рано включена в состав Румского султаната. Последние довольно рано встали на путь прогрессирующей тюркизации. Анализ как османо-турецкого языка, так и современных турецких диалектов Малой Азии обнаруживает в них очень мало следов прошлого доминирования здесь греческого языка, что ещё раз подтверждает теорию прогрессирующей многовековой ассимиляции большей части грекоязычного населения региона: греки Малой Азии поэтапно и углублённо осваивали тюркскую речь, постепенно погружаясь также и в исламскую культуру. Становления смешанного суржика, подобно тому который спонтанно складывался в романо-славянской Дакии, здесь не произошло. Исключение составил лишь регион Понта, который был покорён в 1461 году и в котором относительно немногочисленное тюркское население испытало на себе влияние греческого языка. В целом, к началу XX века многочисленное грекоязычное православное население Малой Азии сохранялось лишь в прибрежных регионах полуострова. При этом, в условиях деления на миллеты, греками теперь считались и тюркоязычные православные жители.
Довольно многочисленные грекоязычные мусульмане Османской империи, а затем и Турции, были выведены за рамки понятия «этнические греки». Численность этой этнокультурной группы в середине XX века достигала 700 000 человек, однако к концу XX века греческий язык в качестве родного или внутрисемейного языка сохраняли лишь немногие люди пожилого возраста.